# Polymath Project
O Projeto Polymath é uma colaboração entre matemáticos para resolver problemas matemáticos importantes e difíceis, coordenando muitos matemáticos para se comunicarem e encontrarem o melhor caminho para a solução.  O projeto começou em janeiro de 2009 no blog de Timothy Gowers, quando ele postou um problema e pediu aos leitores que publicassem idéias parciais e progresso parcial em direção a uma solução.

## Problemas resolvidos

### Polymath1
O problema inicial proposto para este projeto, agora chamado Polymath1 pela comunidade Polymath, foi encontrar uma nova prova combinatória para a versão de densidade do teorema de Hales-Jewett. Após sete semanas, Gowers anunciou em seu blog que o problema foi "provavelmente resolvido". No total, mais de 40 pessoas contribuíram para o projeto Polymath1. Ambos os tópicos do projeto Polymath1 foram bem-sucedidos, produzindo pelo menos dois novos artigos a serem publicados sob o pseudônimo D.H.J. Polymath, onde as iniciais se referem ao próprio problema (Densidade de Hales-Jewett).

### Polymath8
O projeto Polymath8 foi proposto para melhorar os limites para pequenas lacunas entre os primos. Possui dois componentes:
- Polymath8a, "Lacunas limitadas entre primos", foi um projeto para melhorar o limite H = H1 na menor lacuna entre primos consecutivos alcançados infinitamente, desenvolvendo as técnicas de Yitang Zhang. Este projeto foi concluído com um limite de H = 4.680.
- Polymath8b, "Intervalos limitados com muitos primos", foi um projeto para melhorar ainda mais o valor de H1, bem como de Hm (o menor espaço entre primos com primos m-1 entre eles que é atingido infinitamente), combinando os resultados de Polymath8a com as técnicas de James Maynard. Este projeto foi concluído com um limite de H = 246, bem como limites adicionais em Hm.

Ambos os componentes do projeto Polymath8 produziram artigos, um dos quais foi publicado sob o pseudônimo D.H.J. Polymath.

## Publicações
Polymath, D. H. J. (2010), «Density Hales-Jewett and Moser numbers», An irregular mind, Bolyai Soc. Math. Stud., 21, János Bolyai Math. Soc., Budapest, pp. 689–753, MR 2815620, arXiv:1002.0374, doi:10.1007/978-3-642-14444-8_22. From the Polymath1 project.
- Polymath, D. H. J. (2012), «A new proof of the density Hales-Jewett theorem», Annals of Mathematics, Second Series, 175 (3): 1283–1327, MR 2912706, arXiv:0910.3926, doi:10.4007/annals.2012.175.3.6. From the Polymath1 project.
- Tao, Terence; Croot, Ernest, III; Helfgott, Harald (2012), «Deterministic methods to find primes», Mathematics of Computation, 81 (278): 1233–1246, MR 2869058, arXiv:1009.3956, doi:10.1090/S0025-5718-2011-02542-1. From the Polymath4 project. Although the journal editors required the authors to use their real names, the arXiv version uses the Polymath pseudonym.
- Polymath, D. H. J. (2014), «New equidistribution estimates of Zhang type», Algebra & Number Theory, 9 (8): 2067–2199, doi:10.2140/ant.2014.8.2067. From the Polymath8 project.
- Polymath, D.H.J. (2014), «Variants of the Selberg sieve, and bounded intervals containing many primes», Research in the Mathematical Sciences, 1 (12): 12, MR 3373710, arXiv:1407.4897, doi:10.1186/s40687-014-0012-7 From the Polymath8 project.
- Polymath, D. H. J. (2014), «The "bounded gaps between primes" Polymath project: A retrospective analysis» (PDF), Newsletter of the European Mathematical Society, 94: 13–23, Bibcode:2014arXiv1409.8361P, arXiv:1409.8361.